# Big Ben

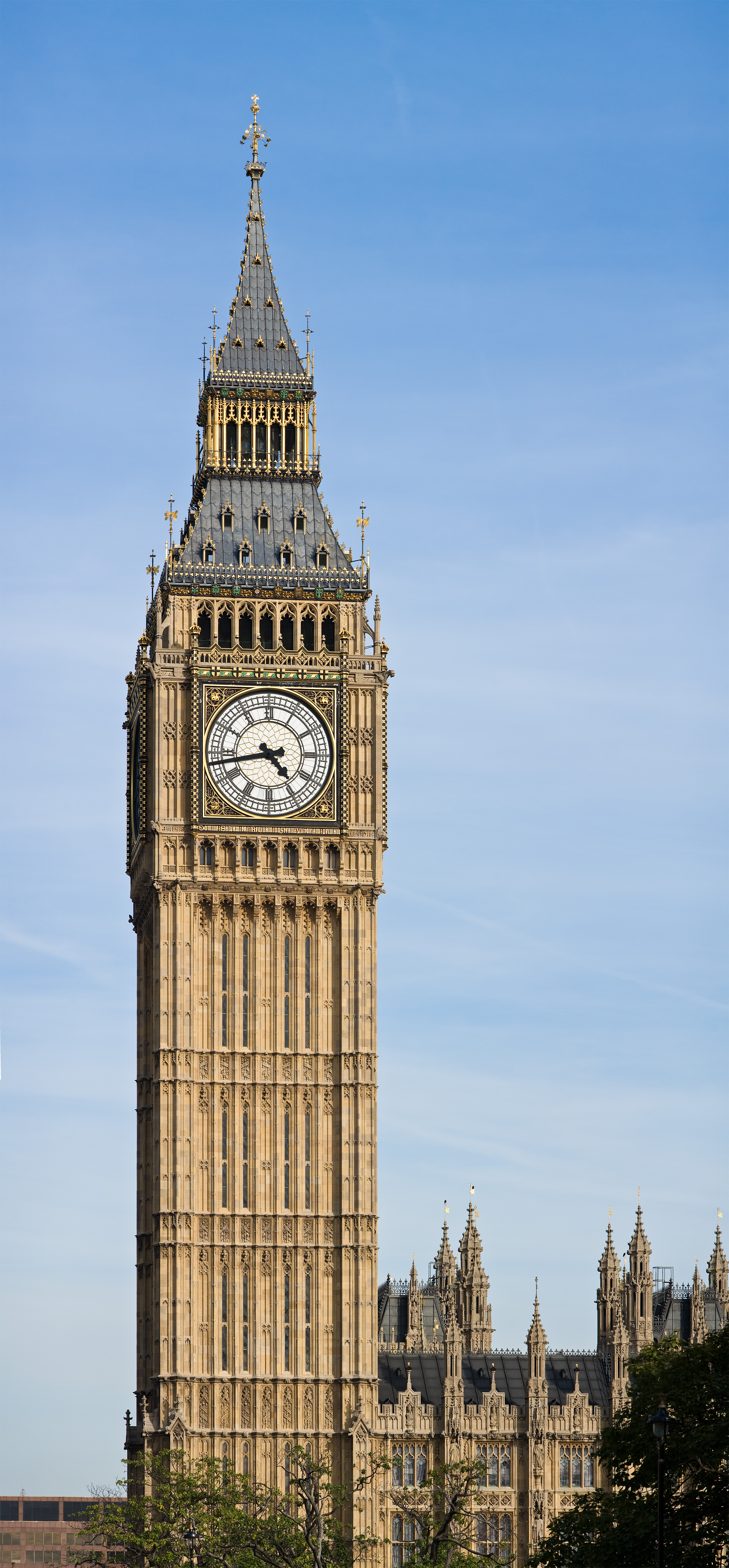
Big Ben se află în turnul cu ceas

Big Ben (în traducere, Marele Ben ) este porecla marelui clopot al ceasului din turnul de nord al Palatului Westminster din Londra. Acest nume a fost utilizat atât în cazul clopotului, cât și al ceasului și chiar al turnului cu ceas.
Big Ben este cel mai mare ceas cu clopot și patru fețe, și al treilea turn cu ceas ca înălțime din lume. Ceasul a fost pus în funcțiune în ziua de 31 mai 1859.
Cea mai apropiată stație de metrou este Westminster de pe liniile Circle, District și Jubilee.

## Turnul

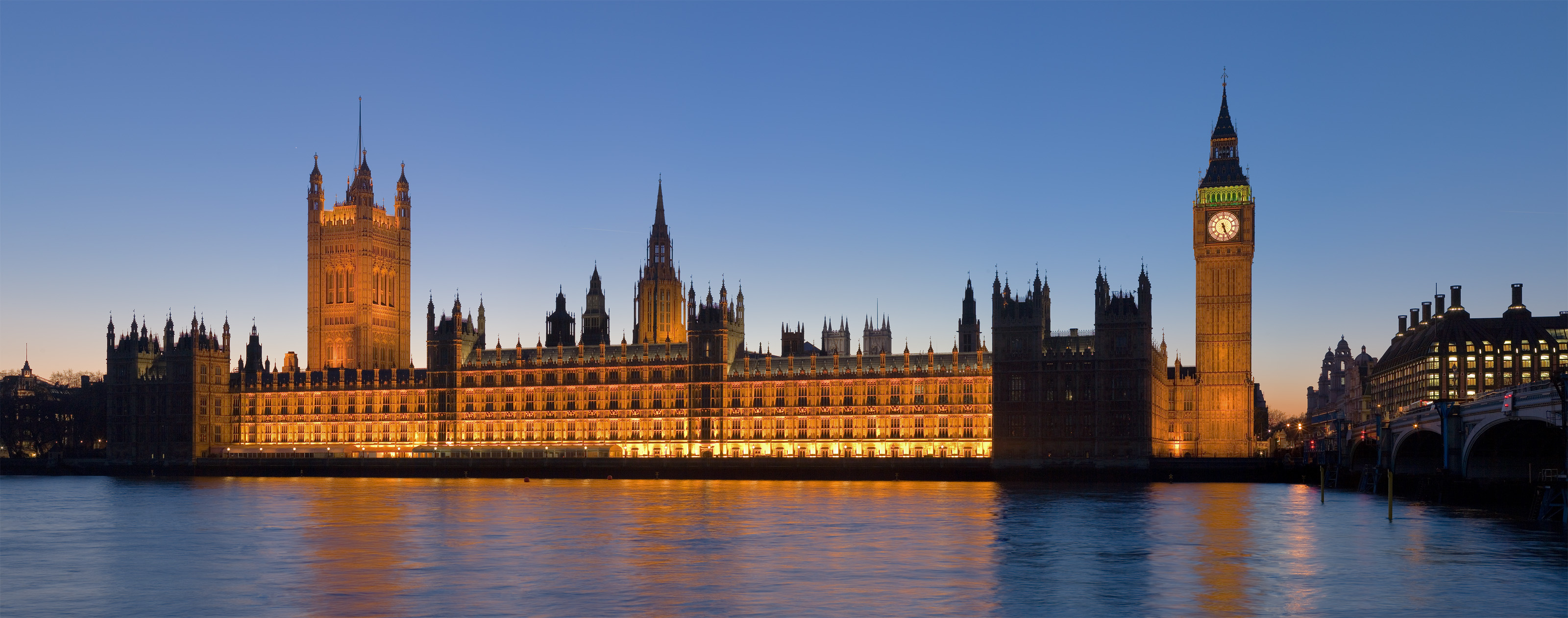
Palatul Westminster, turnul cu ceas și Podul Westminster

La Westminster s-a construit un turn cu ceas în 1288. Turnul actual a fost înălțat ca parte din proiectul lui Charles Barry de construcție a unui nou palat, după ce vechiul Palat Westminster a fost distrus de incendiu în noaptea de 16 octombrie 1834. 
Noul Parlament a fost construit în stil neogotic. Deși Barry era arhitect-șef al Palatului, el a apelat la arhitectul Augustus Pugin pentru a proiecta turnul cu ceas, turn ce se aseamănă cu alte turnuri proiectate de Pugin, printre care se numără cel de la Scarisbrick Hall, în apropiere de Liverpool. Proiectul turnului cu ceas a fost ultimul realizat de Pugin înainte de a înnebuni și a muri, el însuși scriind, la momentul când Barry a venit la el să ia schițele: „Nu am muncit niciodată atât de mult în viața mea [ca] pentru dl. Barry căci mâine îi dau toate schițele pentru terminarea turnului său cu ceas și este frumos.” Turnul are 96,3 m înălțime.
Primii 61 m de la bază sunt construiți din cărămidă învelită în calcar de Anston colorat cu nisip. Restul turnului este din fier. Turnul își are baza pe o placă de beton pătrată cu latura de 15 m și cu o grosime de 3 m, aflată la o adâncime de 4 m sub pământ. Cele patru fețe ale ceasului se află la o înălțime de 55 m. Volumul interior al turnului este de 4.650 m³.
Deși este una dintre cele mai importante atracții turistice din lume, interiorul turnului nu este deschis vizitatorilor străini, doar cetățenii Regatului Unit putând să aranjeze vizite (cu multe zile în avans) prin intermediul parlamentarului lor. Turnul nu are lift, astfel că vizitatorii trebuie să urce toate cele 334 de trepte până în vârf.
Din cauza schimbării stării solului de la construcție (în primul rând prin construcția liniei de metrou Jubilee), turnul este ușor înclinat spre nord-vest, cu aproximativ 220 milimetri la fața ceasului, aproximativ 1/250.

## Ceasul

### Fețele
Big Ben a fost cel mai mare ceas cu patru fețe din lume, fiind depășit între timp de Turnul cu ceas Allen-Bradley din Milwaukee, Wisconsin. Acest ceas însă nu are clopot, deci ceasul din Westminster încă este cel mai mare ceas cu patru fețe și clopot din lume.

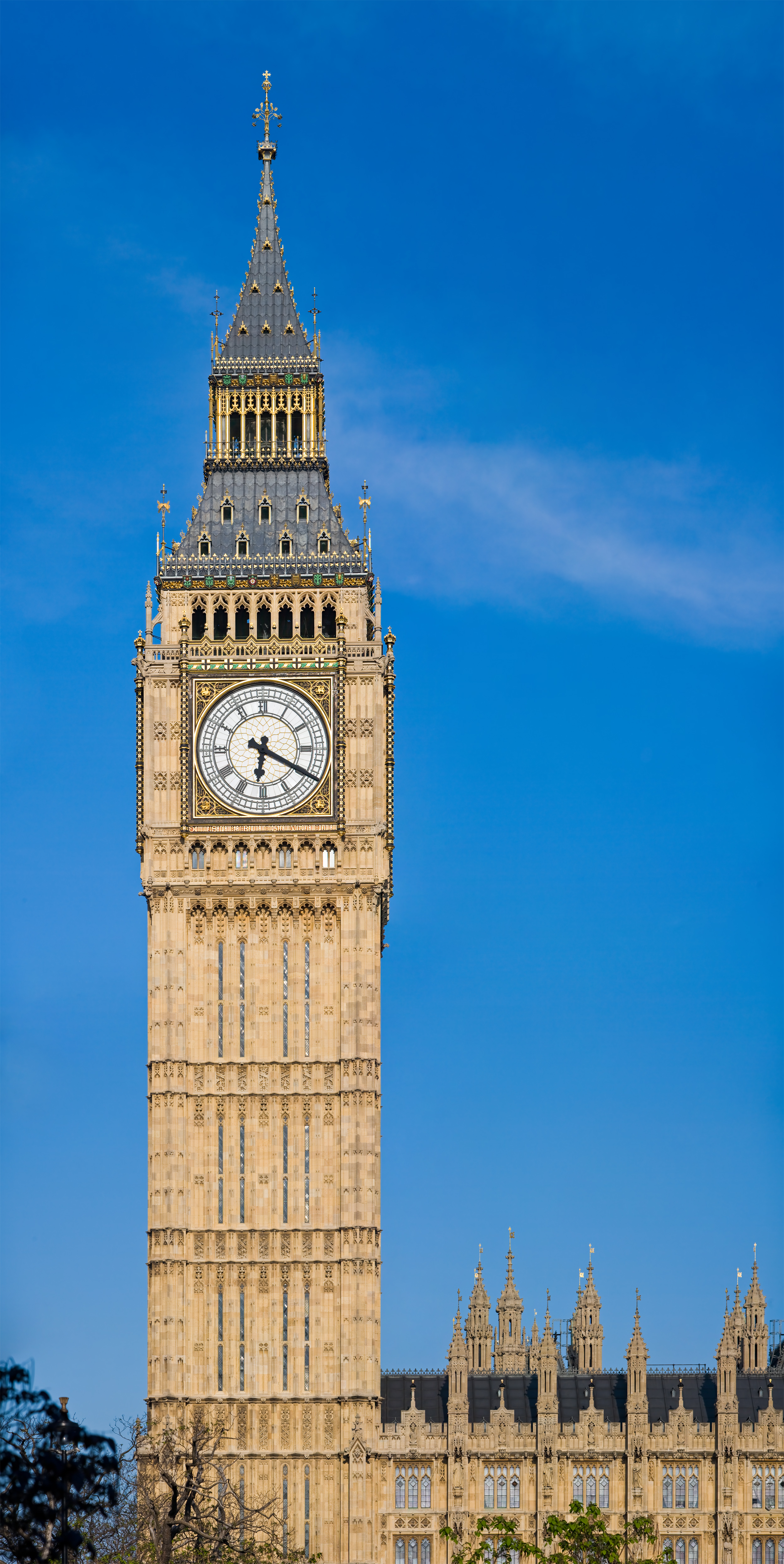
Față a Marelui Ceas de la Westminster. Orarul este de 2,7 metri lungime, iar minutarul are 4,3 metri lungime.

Ceasul și fețele sale au fost proiectate de Augustus Pugin. Fețele sunt fixate într-un cadru de fier cu diametrul de 7 m, care susține 312 bucăți de sticlă de opal. Unele din bucățile de sticlă pot fi înlăturate pentru inspectarea brațelor. Cadrul fiecărei fețe este aurit. La baza fiecărei fețe este gravată inscripția în latină:
| “ | DOMINE SALVAM FAC REGINAM NOSTRAM VICTORIAM PRIMAM | ” |

care se traduce Doamne, apără pe a noastră regină Victoria Întâia.

### Mecanismul

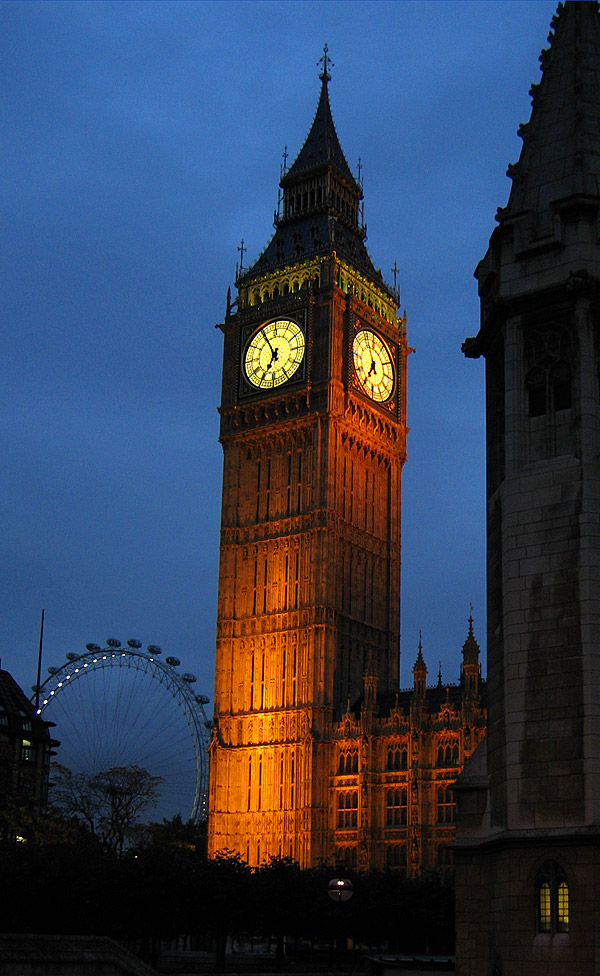
Turnul cu ceas la amurg, cu London Eye în spate

Ceasul este celebru pentru acuratețea sa. Mecanismul său a fost proiectat de avocatul și ceasornicarul amator Edmund Beckett Denison, și de George Airy, Astronomul Regal. Lucrările de construcție au fost încredințate ceasornicarului Edward John Dent; după moartea sa în 1853, fiul său vitreg Frederick Dent i-a dus munca la bun sfârșit, în 1854. Întrucât turnul a fost terminat abia în 1859, Denison a avut timp să facă experimente: în loc să folosească un regulator și un remontoar, așa cum fusese inițial proiectat ceasul, Denison a inventat regulatorul gravitațional dublu cu trei picioare. Acest regulator dă cea mai bună separare între pendul și mecanismul ceasului. Pendulul este instalat într-o cutie închisă ermetic aflată sub camera ceasului. Ea are 3,9 m lungime, cântărește 300 kg și bate la fiecare 2 secunde. Mecanismul ceasului dintr-o cameră de sub ea cântărește 5 tone.
Deasupra pendulului este o mică stivă de monezi vechi britanice de un penny; ele sunt puse acolo pentru ajustarea orei ceasului. Adăugarea unei monede are ca efect o mică înălțare a poziției centrului de masă al pendulului, reducând lungimea efectivă a brațului pendulului și astfel mărind viteza cu care el se deplasează. Adăugarea sau înlăturarea unei monezi modifică viteza ceasului cu 0,4 secunde pe zi.
La 10 mai 1941, un bombardament german a deteriorat două dintre fețele ceasului și unele părți din acoperiș, precum și sala Camerei Comunelor. Arhitectul Sir Giles Gilbert Scott a proiectat un nou corp de clădire cu cinci etaje. Două etaje sunt ocupate de sala Camerei, inaugurată la 26 octombrie 1950. În ciuda bombardamentelor, ceasul a funcționat cu exactitate și clopotele au bătut în permanență de-a lungul Blitz-ului.

### Defectări și alte opriri

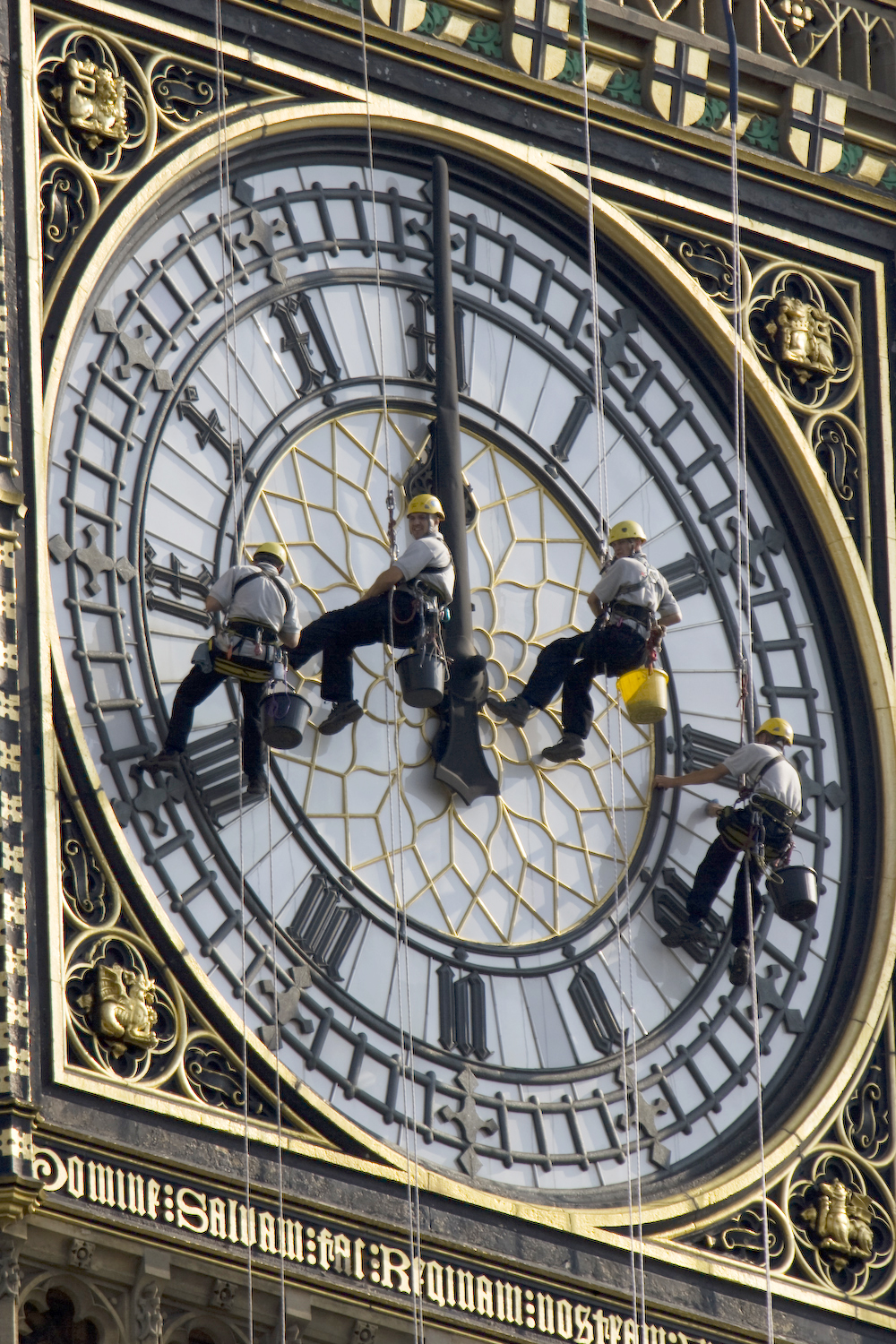
Fața de sud a lui Big Ben în curățenie la 11 august 2007

Deși ceasul a funcționat cu mare precizie de-a lungul timpului, funcționarea sa a suferit uneori din cauza evenimentelor. Astfel, în 1916, în timpul Primului Război Mondial, clopotele au fost oprite și nu au bătut timp de doi ani pentru a evita atacurile zeppelinelor germane. De asemenea, în timpul celui de Al Doilea Război Mondial, deși clopotele au continuat să bată, fețele ceasului nu au mai fost luminate, pentru a nu-i ajuta pe piloții Luftwaffe.
Alteori, vremea a avut efecte nedorite asupra funcționării lui Big Ben. În ultima zi a lui 1962, ceasul a încetinit din cauza zăpezii și gheții depuse pe minutar, determinând detașarea pendulului de mecanism, așa cum era și proiectat să se întâmple în asemenea cazuri pentru a evita deteriorarea mecanismului—pendulul a continuat să se miște liber. Astfel, la miezul nopții dintre anii 1962 și 1963, el a bătut cu 10 minute mai târziu. În vara lui 2005, vremea deosebit de caldă pentru acea perioadă este una din posibilele cauze ce au determinat de două ori oprirea ceasului, care a trebuit reajustat.
Singura mare defecțiune suferită de Big Ben a fost cea din 5 august 1976. Regulatorul de viteză al mecanismului de declanșare a clopotelor s-a defectat după ce a fost supus forțelor de torsiune timp de peste 100 de ani, determinând căderea greutăților de 4 tone în mecanismul clopotelor. Ceasul a fost oprit un timp total de 26 de zile de-a lungul următoarelor nouă luni - fiind în cele din urmă reactivat permanent la 9 mai 1977; aceasta a fost cea mai mare oprire din istoria sa.
În afara acestor evenimente, ocazional Big Ben este oprit pentru mentenanță. La 29 octombrie 2005, a avut loc prima mare oprire după incidentul din 1976, timp de 33 de ore, pentru lucru la clopote. Apoi, la 5 iunie 2006, clopotele care bat sfertul de oră au fost oprite timp de patru săptămâni pentru repararea unui rulment uzat. La 11 august 2007, clopotele și întreg mecanismul au fost din nou oprite timp de șase săptămâni pentru mentenanță, fiind înlocuiți rulmenții din mecanismul de comandă al ceasului și percutorul clopotului mare, pentru prima oară de la montare. În timpul opririi, ceasul a continuat să arate ora exactă, fiind comandat de un mecanism cu motor electric. În timpul opririlor, BBC Radio 4, care folosește în mod tradițional sunetul clopotelor lui Big Ben pentru anunțarea orei exacte, a transmis semnalul Greenwich Time Signal.

## Clopotele

### Clopotul cel mare

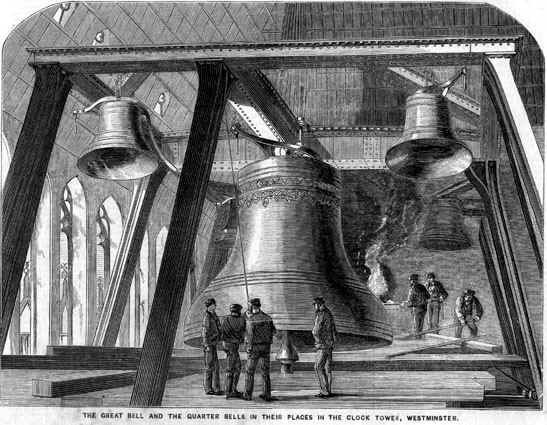
Al doilea „Big Ben” (centru) și clopotele de sfert de oră în The Illustrated News of the World din 4 decembrie 1858

Clopotul principal, denumit oficial Great Bell (în traducere, Marele Clopot), este cel mai mare clopot din turn. El a fost primul care a primit porecla Big Ben.
Clopotul instalat inițial cântărea 16.3 tone și a fost turnat la 6 august 1856 la Stockton-on-Tees de către John Warner & Sons. Clopotul a fost denumit în cinstea lui Sir Benjamin Hall, numele acestuia fiind gravat pe clopot. Există și o altă teorie privind originea numelui său, și anume că ar proveni de la numele boxeurului de categorie grea Benjamin Caunt. Se crede că clopotul ar fi trebuit denumit Victoria sau Royal Victoria în cinstea reginei Victoria, dar că un parlamentar a propus această poreclă în timpul unei dezbateri; acest presupus comentariu nu este însă înregistrat nicăieri în Hansard.
Cum turnul nu era încă terminat, clopotul a fost instalat în curtea Palatului Westminster. Turnat în 1856, primul clopot a fost transportat la turn pe un tren tras de șaisprezece cai, avansul său lent fiind observat și aclamat de mulțime. Din păcate, în timpul probelor, clopotul a crăpat, nu a mai putut fi reparat și s-a făcut un altul nou. Clopotul a fost turnat din nou la Whitechapel Bell Foundry (turnătoria de clopote Whitechapel) cu o masă de doar 13,76 t. Acesta a fost ridicat 60 m până în clopotnița turnului cu ceas, efort ce a necesitat 18 ore. El are 2,2 metri înălțime și 2,9 metri lățime. Acest nou clopot a bătut pentru prima oară în luna iulie 1859. În septembrie și el a crăpat sub ciocan, la doar două luni după intrarea în uz. Directorul turnătoriei, George Mears, l-a acuzat pe Denison că a utilizat un ciocan de peste două ori mai mare decât masa maximă specificată. Timp de trei ani, Big Ben a fost oprit și ora fixă a fost bătută de clopotul mic cel mai de jos până la reinstalarea clopotului. Pentru reparații, s-a extras o bucată de metal din jurul crăpăturii, iar clopotul a fost rotit cu 45° pentru ca noul ciocan să lovească în alt loc. Sunetul clopotului Big Ben a sunat de atunci într-un fel neobișnuit și este încă utilizat astăzi cu tot cu crăpătură. La turnare, Big Ben era cel mai mare clopot din insulele Marii Britanii până la turnarea lui „Great Paul”, un clopot de 17 tone aflat în catedrala Saint Paul din Londra, în 1881.

### Clopotele mici
Împreună cu Marele Clopot, turnul cu ceas găzduiește patru clopote mai mici care bat la fiecare sfert de oră. Cele patru clopote de sfert de oră bat pe tonalitățile: sol♯, fa♯, mi și si. Ele au fost turnate de John Warner & Sons la turnătoria Crescent în 1857 (sol♯, fa♯ și si) și 1858 (mi). Turnătoria se afla în Jewin Crescent, ceea ce astăzi este centrul artistic Barbican din Londra.

Clopotele de sfert de oră bat într-o secvență de 20 de bătăi, 1–4 la și un sfert, 5–12 la și jumătate, 13–20 și 1–4 la fără un sfert și 5–20 la oră fixă (cu 25 de secunde înainte ca clopotul cel mare să bată ora fixă). Întrucât clopotul cel mic (mi) bate de două ori la rând foarte repede, nu este suficient timp pentru a trage ciocanul înapoi și a repeta bătaia, și astfel el este dotat cu două ciocane aflate pe două părți opuse. Melodia este cea a clopotelor de la biserica Sf. Maria cea Mare din Cambridge, împreună cu ceea ce pare a fi o variație, atribuită lui William Crotch, după o bucată din Mesia de Händel. Versurile imaginare sunt tot cele de la Sf. Maria cea Mare și fac aluzie la psalmul 37: „All through this hour/Lord be my guide/And by Thy power/No foot shall slide". Ele sunt scrise pe o placă de pe zidul sălii ceasului.

## Porecla
Porecla Big Ben este centrul unor controverse. Inițial, această poreclă a fost dată clopotului mare; numele provine, probabil, de la inginerul  Benjamin Hall, care a supervizat instalarea clopotului sau de la campionul englez la box de categorie grea Benjamin Caunt. Astăzi, termenul Big Ben se referă și la ceas, și la turnul său și la clopot, deși încă nu este acceptat universal pentru turn și pentru ceas. Unii autori de lucrări despre turn, ceas și clopot folosesc termenul Big Ben în titlu, după care clarifică faptul că subiectul cărții lor nu este doar clopotul, ci și ceasul și turnul.